# 개정초등학교 (전북)
개정초등학교는 대한민국 전북특별자치도 군산시 개정면 아동리에 있는 공립 초등학교이다.

## 학교 연혁
- 1924년 9월 1일 개정공립보통학교(4년제) 개교
- 1935년 4월 6일 6년제 승격 개편
- 1938년 4월 1일 개정공립심상소학교로 개칭[1]
- 1941년 4월 1일 개정공립국민학교로 개칭[2]
- 1981년 3월 1일 병설유치원 개원
- 1996년 3월 1일 개정초등학교로 명칭 변경[3]
- 1999년 2월 28일 운회분교장 통폐합
- 1999년 11월 11일 전군도로변 방음벽 설치 준공
- 2005년 8월 10일 과학실 현대화 사업 완료
- 2006년 10월 1일 도서실 현대화 사업완료
- 2008년 2월 20일 구강보건실 설치
- 2008년 8월 30일 영어체험교실 설치
- 2018년 2월 9일 제91회 졸업식(누적 총 졸업생 8745명)
- 2018년 3월 1일 초등학교 6학급 편성(49명), 병설유치원 1학급 편성
- 2018년 9월 1일 제27대 김영미 교장 부임
- 2019년 2월 15일 제92회 졸업식(누적 총 졸업생 8,755명)
- 2019년 3월 1일 초등학교 6학급 편성(37명), 병설유치원 1학급 편성

## 학교 상징
- 교화 - 철쭉 : 자제와 사랑의 즐거움을 나타냄
- 교목 - 섬잣나무 : 늘 푸른 모습으로 꿋꿋한 기상을 나타냄
- 교조 - 까치 : 기쁜 소식을 예고하는 길조로서 밝은 미래를 나타냄

## 참고 자료
- 개정초등학교 - 한국교육학술정보원 학교알리미